# Russia Beyond

Russia Beyond, conhecido desde o seu lançamento em 2007 até 5 de setembro de 2017 como Russia Beyond The Headlines, é um projeto multilíngue russo operado pela TV-Novosti, fundado pela agência de notícias estatal russa RIA Novosti.

## Histórico
- Russia Beyond The Headlines foi lançado em 2007 pelo Rossiyskaya Gazeta, um jornal publicado pelo governo da Rússia. O primeiro editor do projeto foi Eugene Abov, vice-diretor executivo da Rossiyskaya Gazeta.[2]

- Em 9 de janeiro de 2016, a RBTH passou a fazer parte da TV-Novosti, mantendo sua própria marca distinta.[1]

- Em 2017 o projeto abandonou todas as versões impressas.

- Em 5 de setembro de 2017, a RBTH tirou as duas últimas palavras de seu nome completo, passando a ser apenas Russia Beyond.